# 卢多米尔·赫罗诺夫斯基
卢多米尔·赫罗诺夫斯基（波蘭語：Ludomir Chronowski，1959年10月31日—），波兰男子击剑运动员。他曾代表波兰参加1980年和1988年夏季奥林匹克运动会击剑比赛，其中1980年奥运会获得一枚银牌。